# Subsur
La subregión Sur o Subsur es una de las 4 subregiones del departamento colombiano de Huila. Se ubica al sur del departamento y cuenta con 8 municipios, su municipio principal es Pitalito.

## Municipios
- Acevedo
- Elías
- Isnos
- Oporapa
- Palestina
- Pitalito
- Saladoblanco
- San Agustín
- Timaná

## Límites
- Al norte con las subregiones Subcentro y Suboccidente
- Al este con el departamento de Caquetá
- Al sur y al este con el departamento de Cauca

## Generalidades
En la Subregión Sur viven 282.838 personas (proyección DANE para 2015), que corresponden al 24.09% de la población del departamento. El 58.85% de sus habitantes residen en la zona rural. Su área corresponde al 21% de la superficie departamental. Gran parte de su territorio perteneció a la Haciendade Laboyos, de 3.000 km², propiedad del Sabio Caldas y luego del General José Hilario López. Su economía se basa en el cultivo tecnificado del café, cultivos tradicionales, comercio, artesanía y turismo. Por su ubicación geográfica tiene un activo intercambio comercial con los departamentos de Cauca, Putumayo y Caquetá. En esta subregión se encuentran las colonias más grandes de caucanos, nariñenses y caqueteños, lo que le da un aire cosmopolita.
Esta subregión cuenta con atractivos turísticos como el parque arqueológico de San Agustín, el parque nacional natural Cueva de los Guácharos, el parque nacional natural Puracé, la laguna del Magdalena, el estrecho del Magdalena, el Macizo Colombiano, artesanías, entre otras atracciones, además yace la capital provincial, Pitalito, segunda ciudad del departamento.